# Giuseppe Bruno
Giuseppe Bruno (Sezzadio, 30 de junho de 1875 - Roma, 10 de novembro de 1954) foi um cardeal da Igreja Católica Romana que serviu como Secretário da Sagrada Congregação do Conselho e como Prefeito da Assinatura Apostólica.

## Educação
Foi educado no Seminário de Acqui e no Pontifício Ateneu "S. Tommaso d'Aquino", onde obteve o doutorado em filosofia . Continuou estudando no Pontifício Ateneu "S. Apolinário", onde se tornou Doutor em Teologia Sagrada (DST) e Doutor em Direito Civil e Cônego (JUD).

## Sacerdócio
Ele foi ordenado em 10 de abril de 1898 em Acqui. Ele fez trabalho pastoral na diocese de Acqui. Ele atuou como professor de direito no Pontifício Ateneu "S. Apollinare" por muitos anos. Ele foi criado como camareiro Privado de Sua Santidade em 4 de março de 1922 e foi elevado ao nível de prelado Doméstico de Sua Santidade em 3 de janeiro de 1923. Ele foi nomeado Secretário da Comissão Pontifícia para a Autêntica Interpretação do Código de Direito Canônico em 14 de fevereiro 1924. Ele foi secretário da Congregação do Conselho de 3 de julho de 1930 até 1946. Ele foi elevado ao posto de Protonotary Apostolic em 25 de julho de 1932.

## Cardinalizado
Ele foi criado cardeal-diácono de S. Eustachio no consistório de 18 de fevereiro de 1946 pelo Papa Pio XII . Foi nomeado Prefeito da Congregação do Concílio em 16 de novembro de 1949, ocupando o cargo até 20 de março de 1954, quando se tornou Prefeito do Supremo Tribunal da Assinatura Apostólica em 20 de março de 1954.
Morreu em 10 de novembro de 1954. O funeral aconteceu no dia 13 de novembro de 1954 na basílica de Santa Maria sopra Minerva , em Roma, com Giuseppe dell'Olmo , bispo de Acqui , celebrando a missa; catorze cardeais também estavam presentes; no final da cerimônia, o cardeal Clemente Micara , vice-reitor do Sacro Colégio dos Cardeais , deu a absolvição em nome do papa . Seu corpo foi enterrado no cemitério de Campo Verano .